# Rak (film)
Pour les articles homonymes, voir Rak.
Pour plus de détails, voir Fiche technique et Distribution.
Rak est un film français réalisé par Charles Belmont et sorti en 1972, qui cherche à montrer les limitations du système médical.

## Synopsis
Une femme d'âge mur originaire de Russie a un cancer (« rak » en russe) et doit lutter contre l'indifférence du personnel médical, aidée par l'amour de son fils.

## Fiche technique
- Titre : Rak
- Réalisation et scénario : Charles Belmont
- Photographie : Jean-Jacques Rochut
- Son : Pierre Lenoir
- Musique : André Hodeir
- Montage : Marielle Issartel
- Durée : 90 minutes
- Date de sortie : 7 avril 1972
- Affiche : René Ferracci (France)

## Distribution
- Sami Frey : David
- Lila Kedrova : La mère de David
- Anne Deleuze : Cécile
- Maurice Garrel : Le docteur Renard
- Philippe Léotard : Lucien
- Noëlle Leiris : Denise, l'infirmière
- Jacques Giraud
- Janine Souchon
- Marcel Gassouk
- Jacques Dumur